# Sékou Sangaré
Sékou Sangaré (ur. 14 września 1974) – malijski piłkarz grający na pozycji pomocnika. W swojej karierze rozegrał 11 meczów w reprezentacji Mali.

## Kariera klubowa
W swojej karierze piłkarskiej Sangaré grał we Francji. W latach 1993–1995 był zawodnikiem rezerw AJ Auxerre. W sezonie 1995/1996 występował w czwartoligowym Tours FC, a w latach 1996-1999 był zawodnikiem FCM Aubervilliers. W sezonie 2000/2001 grał w czwartoligowym Paris FC.

## Kariera reprezentacyjna
W reprezentacji Mali Sangaré zadebiutował 23 lutego 1994 w zremisowanym 0:0 towarzyskim meczu z Ghaną, rozegranym w Bamako. W 1994 roku został powołany do kadry na Puchar Narodów Afryki 1994. Na tym turnieju zagrał w pięciu meczach: grupowych z Tunezją (2:0) i z Zairem (0:1), w ćwierćfinale z Egiptem (1:0), w półfinale z Zambią (0:4) i o 3. miejsce z Wybrzeżem Kości Słoniowej (1:3). Od 1994 do 2001 rozegrał w kadrze narodowej 11 meczów.